# Liste der Bodendenkmäler in Ippesheim
Auf dieser Seite sind die Bodendenkmäler in dem mittelfränkischen Markt Ippesheim zusammengestellt. Diese Tabelle ist eine Teilliste der Liste der Bodendenkmäler in Bayern. Grundlage ist die Bayerische Denkmalliste, die auf Basis des Bayerischen Denkmalschutzgesetzes vom 1. Oktober 1973 erstmals erstellt wurde und seither durch das Bayerische Landesamt für Denkmalpflege geführt wird. Die folgenden Angaben ersetzen nicht die rechtsverbindliche Auskunft der Denkmalschutzbehörde.

## Bodendenkmäler in Ippesheim
| Lage       | Objekt                                                                                               | Akten-Nr.     | Bild |
| ---------- | --- | ------------- | ---- |
| (Standort) | Mittelalterlicher Burgstall und frühneuzeitliches Schloss sowie untertägige mittelalterliche Befunde | D-5-6327-0001 |      |
| (Standort) | Siedlung der Urnenfelderzeit.                                                                        | D-5-6327-0012 |      |
| (Standort) | Siedlung vor- und frühgeschichtlicher Zeitstellung.                                                  | D-5-6327-0014 |      |
| (Standort) | Siedlung vor- und frühgeschichtlicher Zeitstellung.                                                  | D-5-6327-0016 |      |
| (Standort) | Siedlung vor- und frühgeschichtlicher Zeitstellung.                                                  | D-5-6327-0017 |      |
| (Standort) | Siedlung des Neolithikums, der Urnenfelder- und Hallstattzeit sowie der Spätlatènezeit.              | D-5-6327-0018 |      |
| (Standort) | Siedlung vor- und frühgeschichtlicher Zeitstellung.                                                  | D-5-6327-0020 |      |
| (Standort) | Siedlung vor- und frühgeschichtlicher Zeitstellung.                                                  | D-5-6327-0021 |      |
| (Standort) | Siedlung vor- und frühgeschichtlicher Zeitstellung.                                                  | D-5-6327-0022 |      |
| (Standort) | Siedlung vor- und frühgeschichtlicher Zeitstellung.                                                  | D-5-6327-0023 |      |
| (Standort) | Siedlung vor- und frühgeschichtlicher Zeitstellung.                                                  | D-5-6327-0024 |      |
| (Standort) | Siedlung vor- und frühgeschichtlicher Zeitstellung.                                                  | D-5-6327-0025 |      |
| (Standort) | Siedlung vor- und frühgeschichtlicher Zeitstellung.                                                  | D-5-6327-0026 |      |
| (Standort) | Grabhügel vorgeschichtlicher Zeitstellung.                                                           | D-5-6327-0029 |      |
| (Standort) | Grabhügel vorgeschichtlicher Zeitstellung.                                                           | D-5-6327-0030 |      |
| (Standort) | Grabhügel vorgeschichtlicher Zeitstellung.                                                           | D-5-6327-0031 |      |
| (Standort) | Siedlung des Neolithikums.                                                                           | D-5-6327-0032 |      |
| (Standort) | Siedlung vor- und frühgeschichtlicher Zeitstellung.                                                  | D-5-6327-0036 |      |
| (Standort) | Siedlung vor- und frühgeschichtlicher Zeitstellung.                                                  | D-5-6327-0037 |      |
| (Standort) | Siedlung vor- und frühgeschichtlicher Zeitstellung.                                                  | D-5-6327-0038 |      |
| (Standort) | Siedlung vor- und frühgeschichtlicher Zeitstellung.                                                  | D-5-6327-0039 |      |
| (Standort) | Siedlung vor- und frühgeschichtlicher Zeitstellung.                                                  | D-5-6327-0041 |      |
| (Standort) | Siedlung der Urnenfelder- und Hallstattzeit.                                                         | D-5-6327-0051 |      |
| (Standort) | Siedlung des Endneolithikums.                                                                        | D-5-6327-0052 |      |
| (Standort) | Siedlung vorgeschichtlicher Zeitstellung.                                                            | D-5-6327-0185 |      |
| (Standort) | Ringwall und Abschnittsbefestigungen der Bronze- und Urnenfelderzeit sowie des frühen Mittelalters   | D-5-6327-0186 |      |
| (Standort) | Mittelalterliche und frühneuzeitliche Befunde im Bereich der Simultankirche St. Leonhard             | D-5-6327-0191 |      |
| (Standort) | Mittelalterliche und frühneuzeitliche Befunde im Bereich der ehemaligen Kapelle                      | D-5-6327-0192 |      |
| (Standort) | Siedlung vorgeschichtlicher Zeitstellung.                                                            | D-5-6327-0203 |      |
| (Standort) | Mittelalterlicher Turmhügel.                                                                         | D-5-6427-0055 |      |
| (Standort) | Befestigung vor- und frühgeschichtlicher Zeitstellung.                                               | D-5-6427-0058 |      |
| (Standort) | Mittelalterliche und frühneuzeitliche Befunde im Bereich der Evang.-Luth. Pfarrkirche                | D-5-6427-0161 |      |
| (Standort) | Siedlung des Mittelneolithikums, Kreisgrabenanlage der Großgartacher Kultur.                         | D-5-6427-0168 |      |
| (Standort) | Grabhügel vorgeschichtlicher Zeitstellung.                                                           | D-5-6427-0179 |      |